# کارلو کالیریس
کارلو کالیریس (ایتالیایی: Carlo Caglieris؛ زادهٔ ۲ ژوئیهٔ ۱۹۵۱) بازیکن بسکتبال اهل ایتالیا بود.
وی در مسابقات کشوری و بین‌المللی در مجموع برندهٔ ۱ مدال طلا، ۱ مدال برنز شده‌است.